# Martin Schäfer (Kameramann)
Martin Schäfer (* 6. Juli 1943 in München; † 11. April 1988 in Wangen im Allgäu) war ein deutscher Kameramann.

## Leben
Schäfer absolvierte nach dem Gymnasium eine Fotografenlehre und kam ab 1968 in unterschiedlichen Positionen in der Filmbranche zum Einsatz, besonders als Beleuchter. 1971 war er erstmals Kameraassistent unter Robby Müller.
In dieser Funktion arbeitete er auch nach seinem eigenen Debüt als Chefkameramann 1973 noch jahrelang für verschiedene Regisseure des Neuen Deutschen Films. Erst ab 1977 war er nur noch als Chefkameramann tätig. Er drehte sowohl Experimentalfilme mit Regisseuren wie Helke Sander, Rudolf Thome und Hans-Christoph Blumenberg, Dokumentarfilme als auch Spielfilme unter der Regie von Vadim Glowna und Wim Wenders. Für dessen Der Stand der Dinge (1981/82) erhielt er im Team 1983 ein Filmband in Gold, zugleich auch für Dies rigorose Leben, wofür er auch einen Spezialpreis des Deutschen Kamerapreises 1984 erhielt. Ab 1985 leitete er an der Deutschen Film- und Fernsehakademie Berlin Kurse für Kamera und Licht.
1982 heiratete er die französische Filmemacherin und Journalistin Laurence Gavron.
Schäfer erlag unerwartet einem Herzinfarkt.

## Filmografie
- 1972: Fremde Stadt
- 1973: Über Nacht
- 1973: Die Reise nach Wien
- 1974: Made in Germany und USA
- 1976: Im Lauf der Zeit
- 1979: Die Razzia
- 1979: Was ich bin, sind meine Filme
- 1980: Liebe mit geschlossenen Augen
- 1980: Radio On
- 1980: Affekt
- 1980: Lightning Over Water
- 1980: Berlin Chamissoplatz
- 1980: Typisch Eddie
- 1981: Der subjektive Faktor
- 1981: Hast du Lust, mit mir einen Kaffee zu trinken?
- 1982: An Unsuitable Job for a Woman
- 1982: Sœur Anne ne vois-tu rien venir?
- 1982: Eine Zeitlang, es war in Rom, dachte er nur an schneebedeckte Felder
- 1982: Der Stand der Dinge
- 1983: Dies rigorose Leben
- 1983: System ohne Schatten
- 1984: Zwei Bilder
- 1984: Tschechow in meinem Leben
- 1984: Fluchtpunkt Berlin (Flight to Berlin)
- 1984: Der Beginn aller Schrecken ist Liebe
- 1984: Tausend Augen
- 1985: Chain Letters
- 1985: Die doppelte Welt
- 1985: Alle Geister kreisen
- 1986: Bibos Männer
- 1986: Tarot
- 1987: Une femme perdue de vue
- 1987: Des Teufels Paradies
- 1988: Die Katze
- 1988: Das Mikroskop
- 1989: Das Blut (O Sangue)
- 1990: Die Klage der Kaiserin
- 1992: Eddie